# Schwefe

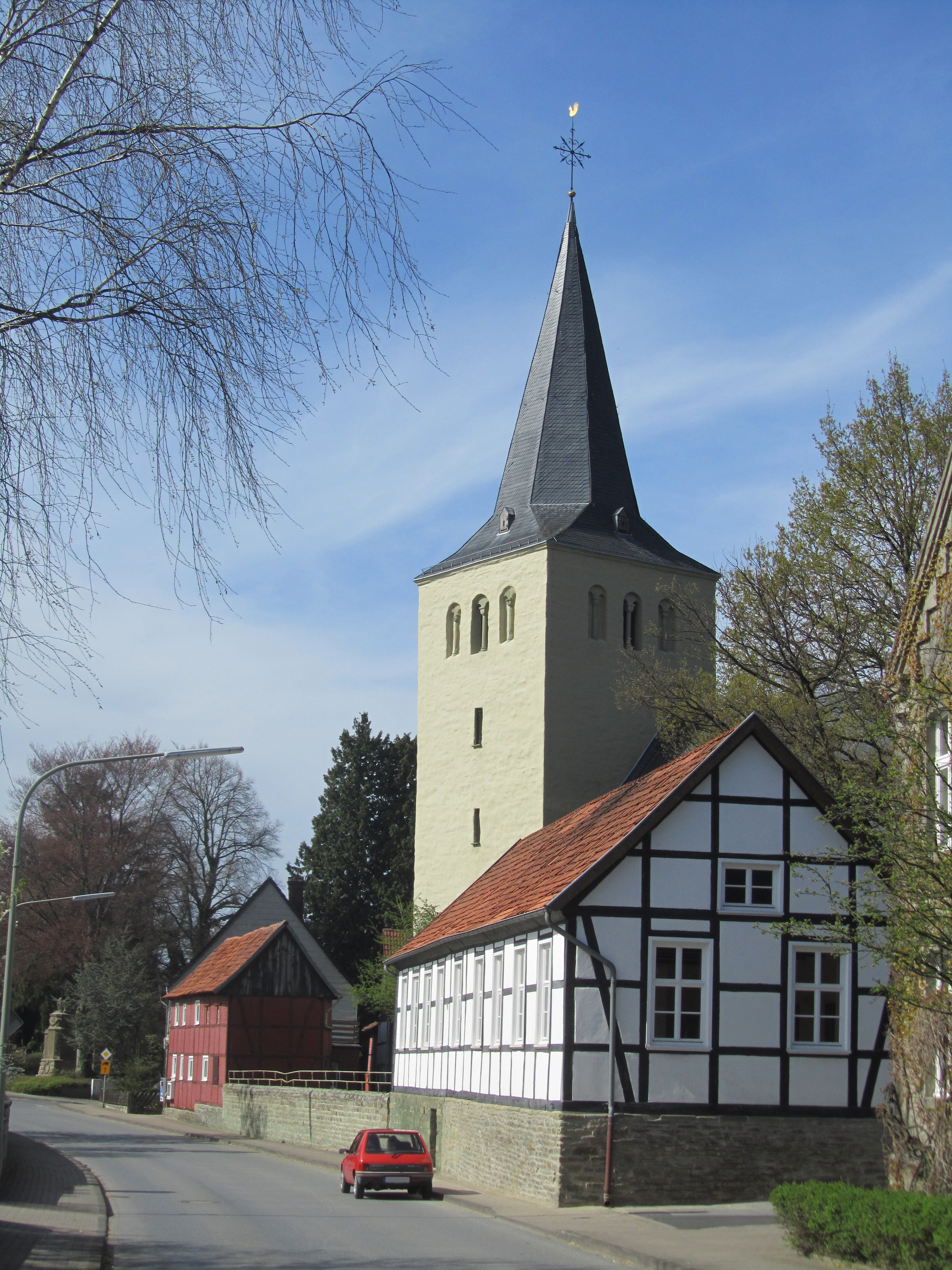
Kirche St. Severin

Schwefe ist ein Ortsteil der Gemeinde Welver im Kreis Soest (Nordrhein-Westfalen).
Der Ort liegt im südöstlichen Teil der Gemeinde, er wird von der Blögge und dem Amperbach durchflossen. Das Reihendorf ist überwiegend landwirtschaftlich geprägt, allerdings sinkt die Anzahl der Vollerwerbs- und Nebenerwerbsbetriebe. In dem Gebiet zur Rotbuche sind in der Vergangenheit etwa 25 Neubauten entstanden. Etliche kleinere Betriebe haben sich angesiedelt und bieten einige Arbeitsplätze.

## Geschichte
Mehrere Bodenfunde, wie eine Speerspitze und ein geschliffenes Steinbeil lassen eine Besiedlung der Gegend in der Frühgeschichte vermuten. Urkundlich erwähnt wurde der Ort vielleicht schon um 1028 als Suevan, sicher aber im 13. Jahrhundert als Sweva und Sveve. Bereits um 1212 wird ein Artus de Sveve erwähnt. Die Herkunft des Ortsnamens galt lange als unsicher, nach neuerer Deutung bezieht sich der Name auf eine ‚(feuchte) Stelle mit schwankendem Boden‘. In einer Urkunde von 1253 wurde die Buckemühle erwähnt, sie gehörte zum Curtis Bukele.
Das Dorfleben wird durch einige Vereine wie Schützen- oder Kriegerkameradschaft gestaltet.
Schwefe wurde am 1. Juli 1969 mit anderen Dörfern zur neuen Gemeinde Welver zusammengeschlossen. Davor gehörte der Ort zum Amt Borgeln-Schwefe.

## Sehenswürdigkeiten
- Die evangelische, denkmalgeschützte Kirche St. Severin ist religiöser Mittelpunkt für die überwiegend evangelische Bevölkerung der Umgebung. Sie wurde im Kern um 1261 errichtet.
- Das Hexenplätzchen, im Volksmund auch Häksenplässken genannt, war vermutlich eine heidnische Kultstätte. Auf dem Platz wurde 1913 eine Eiche zur Erinnerung an die Leipziger Schlacht gepflanzt.
- In der Liste der Baudenkmäler in Welver sind für Schwefe sieben Baudenkmale aufgeführt.